# Fred (serieskapare)
För andra betydelser, se Fred (olika betydelser).
Frédéric Othon Théodore Aristidès, känd under signaturen Fred, född 5 mars 1931 i Paris, död 2 april 2013 i Eaubonne, var en fransk serieskapare och skämttecknare. Han utmärkte sig för ett delvis absurdistiskt berättande och var mest känd för albumserien Filemon. Serien gavs ut i ett 15-tal album, varav tre översatts till svenska. 1980 fick han motta Grand prix de la ville d'Angoulême och 1994 Alph'Art för bästa album.
Förutom Filemon har några kortare serier publicerats på svenska i vuxenserietidningen Epix.  

## Biografi

### Tidiga år
Fred föddes av grekiska föräldrar, som kommit från Grekland 1917. Fadern arbetade som repslagare, och modern kom till Frankrike via England.
Som barn intresserade han sig för Oliver Twist, Scheherazade, Oscar Wilde, Charles Dickens, Edgar Allan Poe, Robinson Crusoe och Jack Uppskäraren, figurer som vid olika tillfällen dykt upp i hans verk. Han upptäckte också den tecknade serien genom Journal de Mickey, men den stora uppenbarelsen kom när han hos utgivaren av tidningen Robinson upptäckte förlagda seriesidor av Mandrake och Karl-Alfred. Han drömde sig också bort framför de populära bildplanscherna benämnda "neuruppiner".
I skolan tecknade Fred flitigt i marginalerna till sina skrivhäften, och han tecknade febrilt där han kom åt. 1946, som 15-åring, fick han publicerat sina första skämtteckningar i tidningen OK, med artistnamnet Fred. Hans första publicerade tecknade serie, "Les Joies de l'alpinisme", trycktes vid insändarspalten i en barntidning. Därefter studerade han vidare i latinkvarteren och bidrog under tiden med teckningar till studenttidningar som Quartier Latin, Zéro, Hebdo Latin eller Baladin de Paris (den sistnämnda var han redaktör för). Men hans teckningar syntes också i större publikationer som Ici Paris, Paris Match, Paris-Presse, le Rire, le Hérisson, France Dimanche, France-Soir, Punch och The New Yorker.

### Hara-Kiri
I slutet av 1950-talet blev Fred bekant med François Cavanna (båda bidrog till Ici-Paris), Roland Topor, Wolinski, Reiser, Cabu, Gébé och professeur Choron (redaktör för Quartier Latin och som själv gick runt och sålde sin tidning Zéro). Trion Cavanna, Choron och Fred grundade 1960 satirtidskriften Hara-Kiri – "le journal bête et méchant" ('den dumma och elaka tidningen'). Till Hara-Kiri kom Fred att bidra med många omslag, skämtteckningar och bildberättelser, och han verkade senare som tidningens konstnärliga ledare.
Här fick Fred också möjlighet att återkomma till seriemediet genom verk som "Tarsinge l'homme zan" ('Tar-apan man-zan'), "le Manu manu", "les Petits métiers" och "Le Petit cirque". Det var i Hara-Kiri som serieskaparen Fred föddes på allvar, och här skapades ett antal seriefigurer och seriekoncept som han senare skulle återkomma till. Fred skapade här en bitsk och ofta svartsynt blick på världen, kompletterat med en skarp kritik av den småskurna småborgerligheten.

### Pilote

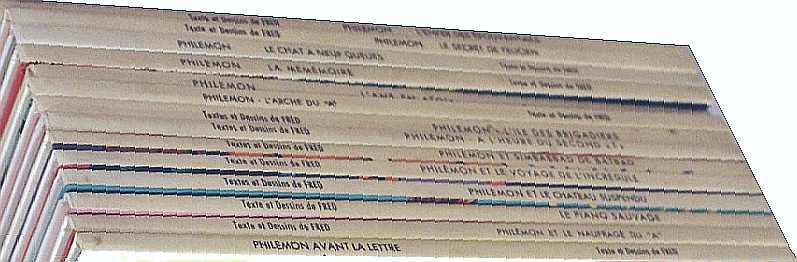
En samling albumryggar från serien Filemon.

Efter några år beslöt sig Fred för att lämna Hara-Kiri, vars grova ton började trötta ut honom. Han skickade in 15 seriesidor till Journal de Spirou men blev refuserad. Därefter prövade han lyckan hos Pilote, där redaktören René Goscinny tackade ja. Från och med 1965 började Fred nu synas med ett uppslag i veckan av serieberättelsen "Le Mystère de la clairière des trois hiboux" ('Mysteriet i de tre ugglornas glänta'), med seriefiguren Philémon (svenska: Filemon) och hans åsna Anatole i centrum. Serien ledde till insändarkritik omkring bristande teckningskvalitet och obegriplig historia, och därefter lämnade Fred för ett tag tecknandet och ägnade sig istället åt att skriva manus för andra. Dessa projekt inkluderade Time is money för Alexis och Pan et la syrinx (en parodi över den grekiska mytologin) åt Mic Delinx. För Alexis tecknade han åren 1969–1973 serien Timoléon, där Time is money ingick som första volym.
Sedan fick Fred idén att 1967 återknyta bekantskapen med Philémon, genom att utgå från bokstäverna i den Atlantiska oceanen (franska: Océan Atlantique). Det finns två hypoteser för hur Fred kom på idén, där den ena var att han tog ett bad och frågade sig vart man skulle komma om man sögs med när vattnet tömdes ur badkaret. Enligt den andra hypotesen skulle Fred ha fått idén under en semesterresa, där den tioårige son Éric berättade en historia baserad på föremål runt honom, inklusive en flaska (för att skicka SOS-meddelanden via flaskpost), en båtmodell och en rullgardin. Goscinny godkände serieupplägget, och därefter tecknades ytterligare 14 albumberättelser med Philémon i centrum fram till 1987. Denna albumserie skulle ge Fred sitt genombrott som serieskapare och uppta större delen av hans fortsatta karriär som serieskapare.

### Övriga serieprojekt, musik och film
Fred nöjde sig dock inte med sin succéserie utan tecknade parallellt andra kortare berättelser som samlats i album som Y'a plus d'saison, Ca va ça vient, Hum! och le Fond de l'air est frais. Dessutom författade han några avslutade albumhistorier, inklusive Cythère, l'apprentie sorcière och Magic palace hotel.
1983 publicerades La Magique lanterne magique, i syfte att hjälpa förlaget Pellerin och deras utgivning av neuruppiner. Han publicerade också en portfolio, Manège, och Journal av Jules Renard som han överförde till serieform. Renard var en författare som delade Freds något misantropiska anda och känsla för naturens poetiska kvalitéer.
Vid sidan av dessa publikationer inledde Fred också samarbeten inom andra medier. 1970 blev han bekant med Jacques Dutronc, som han skrev ett antal låttexter för; den mest kända är "Le Fond de l'air est frais" ('Botten av luften är sval'). Han träffade även Terry Gilliam under en vilsen period när han vandrade runt i Paris; Goscinny uppdrog åt Fred att skriva ett manus för Gilliam, vilket blev en sexsidig berättelse som publicerades i Pilote.
1991 skrev Fred manus till kortfilmer för Daniel Vigne (le Retour de Martin Guerre), Jacques Rouffio och Gérard Zingg. Han skrev också manus till den planerade men aldrig färdigställda långfilmen L'Autobus de la haine med Gérard Zingg påtänkt som regissör. Totalt författade Fred ett fyrtiotal kortfilmsmanus för TV-bruk.

### 1980-talet, depression och återkomst
Under 1980-talet utgjorde Fred en av medlemmarna av skämttecknarkollektivet H.A. (Humoristes Associés). Där ingick även tecknare som Avoine, Barbe, Blachon, Bridenne, Laville, Loup, Mose, Napo, Nicoulaud, Sabatier, Serre, Siné, Soulasoch Trez. Kollektivet publicerade ett antal böcker där de tillsammans fungerat som redaktörer.
1988 deltog Fred i sammanställandet av en minnesbok om Jacques Brel. Freds bidrag var illustrationer till en fyrsidig text omkring sången "Les Bourgeois".
Efter att ha slutat teckna serier i slutet av 1980-talet, utvecklade Fred en djup depression som fick honom inskriven på mentalsjukhus. Som motmedel mot depressionen började han åter sin tecknarverksamhet. 1993 publicerades L'Histoire du corbac aux baskets ('Historien om korpen i basketdojor'), en historia som hämtade inspiration från författarens tid som mentalpatient och av de många många psykiatriker och andra yrkesfolk som han mötte. Albumet, som tar upp psykoanalysen och människors oförmåga att kommunicera, belönades 1994 med Alph'Art för bästa album vid seriefestivalen i Angoulême.
Därefter kom ytterligare ett antal avslutade serieberättelser, inklusive L'Histoire du conteur électrique (1995; 'Historien om den elektriska sagoberättaren') och L'Histoire de la dernière image ('Historien om den sista bilden'). I den förstnämnda berättelsen föreställde sig Fred vad som skulle hända om folk istället för att titta på TV varje kväll började dagdrömma omkring månen, medan de andra boken utspelas i en värld där logiken och det absurda byts av på ett oförutsägbart vis. Dessutom publicerades en antologi med Freds bästa skämtteckningar – Fredissimo. Han fick också i uppdrag av kulturministern Philippe Douste-Blazy att förfärdiga en studie runt lämpliga åtgärder för att hjälpa det franska serieskapandet och seriedistributionen.

### Sista åren
Efter att länge ha bott i Puiseux-le-Hauberger strax norr om Paris flyttade han 2013 in på ett äldreboende i Domont. 2011 blev han föremål för en stor retrospektiv utställning på Galerie Martel i samband med utgivningen av monografin Fred, L'Histoire d'un conteur éclectique författad av Marie-Ange Guillaume. I slutet av samma år genomgick han en hjärtoperation.
I januari 2012 närvarade han på seriefestivalen i Angoulême, där han besökte utställningen som tillägnats honom. Vid en intervju under festivalen meddelande han sin vilja att få avslutat ett sista Filemon-album, där de första sidorna redan var tecknade. Albumet, med titeln Le Train où vont les choses ('Tåget dit sakerna beger sig'), utkom den 22 februari 2013 och presenterades då som det sista albumet i serien. Samma år utannonserades en filmatisering av Freds Filemon-serie, något som Fred själv tidigare sagt nej till.
Fred avled den 2 april samma år i Eaubonne. Hans stoff gravsattes på Pantinkyrkogården strax norr om Paris.

## Stil och betydelse
I den franska serievärlden var Fred något av en särling, med sitt poetiskt anlagda fantiserande. Detta kan förklara varför han också uppskattats av läsare som vanligtvis inte ägnade intresse åt tecknade serier, och han har ofta jämförts med Lewis Carroll. Medan Alice tar sig ner till sitt underland genom ett kaninhål, nyttjar Filemon en brunn för att hamna på någon – man vet aldrig vilken – bokstav i den Atlantiska oceanen. Med Filemon får läsaren upptäcka parallella världar som hämtat inspiration både från fesagor och den anglosaxiska kulturens absurdistiska humor. Han kan även påminna om Winsor McCay och hans Lille Nemo i Drömrike, i det grafiska experimenterande i berättandet där sidans rutor inte alltid begränsar handlingen på ett förväntat sätt.
I L'Histoire du corbac aux baskets och L'Histoire du conteur électrique lämnade Fred dock sin vanliga, om än ovanliga, fantasivärld för att ta sig an vår egen verklighet. I dessa berättelser om människors kommunikationsproblem respektive vår fallenhet till passiv konsumtion av underhållning verkade han så smått som moralist.
Fred har inspirerat flera andra serieskapare, inklusive Joann Sfar.

### Filemon
(albumnummer – tidningsår/albumår – fransk/svensk titel)
1. 1965/1978 – Avant la lettre, 1978 ('Före bokstaven'; tidningsföljetong som "Le Mystère de la clairière des trois hiboux", 'Mysteriet vid de tre ugglornas glänta')
2. 1968/1972 – Le Naufragé du « A »
- 1978 –  Filemon och den skeppsbrutne på "A". Filemon; 1. Coeckelberghs. ISBN 91-7250-521-4 (översättning: Pierre Zekeli) (svenska)

3. 1968/1973 – Le Piano sauvage
- 1979 –  Filemon och det vilda pianot. Filemon; 2. Coeckelberghs. ISBN 91-7250-551-6 (översättning: Sture Hegerfors) (svenska)

4. 1969/1973 – Le Château suspendu ('Det upphängda slottet')
5. 1969–70/1974 – Le Voyage de l'incrédule ('Den misstrognes resa')
6. 1970/1974 – Simbabbad de Batbad ('Batbads Simbabbad')
7. 1971/1975 – L'Île des brigadiers
- 1980 –  Filemon på konstaplarnas ö. Filemon; 3. Coeckelberghs international. ISBN 91-7640-104-9 (översättning: Yves Coeckelberghs/Sture Hegerfors) (svenska)

8. 1972–73/1975 – À l'heure du second « T » (Vid tiden för det andra T')
9. 1973–74/1976 – L'Arche du « A » ('Arken på A')
10. 1976/1977 – L'Âne en atoll ('Åsnan på atollen')
11. 1977/1977 – La mémémoire  ('Miminnet')
12. 1978/1978 – Le Chat à neuf queues ('Den niosvansade katten')
13. 1981/1981 – Le Secret de Félicien ('Feliciens hemlighet'; tidningsföljetong som "La Feuille qui devait passer l’hiver", 'Lövet som måste överleva vintern')
14. 1983/1983 – L'Enfer des épouvantails ('Fågelskrämmornas helvete')
15. 1985–86/1987 – Le Diable du peintre ('Målarens djävul', följetong först i Charlie Mensuel)
16. -/2013 – Le Train où vont les choses ('Tåget som saker och ting åker till')
- Le Fond de l'air est frais, Dargaud, 1973.
- Timoléon (manus), med Alexis (dessin), Dargaud, koll. "Histoires fantastiques":

1. Time is money, 1973.
2. Quatre Pas dans l'avenir, 1975.
3. Joseph le borgne, 1975.

- Le Petit cirque, Dargaud, koll. "Histoires fantastiques", 1973.
- Hum, Dargaud, 1974.
- Ça va, ça vient, Dargaud, 1977.
- Y'a plus d'saison, Dargaud, 1978
- Le Manu Manu et autres histoires naturelles et sociales, Dargaud, 1979.
- Cythère, l'apprentie sorcière, GP, koll. "Rouge et Or", 1980.
- Magic Palace Hôtel, egenutgivning, 1980.
- Parade, egenutgivning, 1982.
- Manège, Futuropolis, 1983.
- La Magique Lanterne magique, Imagerie Pellerin, koll. "Images d'Épinal", 1983.
- Les Maîtres du Feu, manus av Evelyne Brisou-Pellen, bilder av Fred. Je Bouquine n°4, juni 1984.
- Le Journal de Jules Renard lu par Fred, efter Jules Renard, Flammarion, koll. "Roman BD", 1988.
- L'Histoire du corbac aux baskets, 1993. Alph'Art för bästa franska album vid seriefestivalen i Angoulême.
- L'Histoire du conteur électrique, Dargaud, 1995.
- Le Noir, la Couleur et Lavis, Dargaud, 1997. Samling av skämtteckningar.
- L'Histoire de la dernière image, Dargaud, 1999
- Fredissimo. Le Meilleur de Fred (ou presque). L'Album du millénaire, Dargaud, 2000.

## Utmärkelser
- 1969 : Prix Phénix du Meilleur Scénario
- 1972 : Crayon d'Or
- 1973 : Yellow Kid för bästa utländska serieskapare vid seriefestivalen i Lucca
- 1977 : Prix Haga för någons samlade verk
- 1977 : Grand Prix Loisirs Jeunes
- 1980 : Grand prix de la ville d'Angoulême
- 1983 : Chevalier des Arts et Lettres
- 1992 : Officier des Arts et des Lettres
- 1994 : Alph'Art för bästa album vid seriefestivalen i Angoulême, för L'Histoire du corbac aux baskets
- 1995 : Yellow Kid vid seriefestivalen i Lucca
- 1996 : Prix Bloody Mary för L'Histoire du conteur électrique